# Внутрішнє ядро Землі

Модель внутрішньої будови планети Земля

Внутрішнє ядро позначене цифрою 6

Внутрішнє ядро Землі, суб'ядро (англ. sub-core, inner core, lower core; нім. Innererkern m, innerer Kern m, Kern m) — внутрішня частина ядра Землі з радіусом близько 1,22 тис. км. Суб'ядро, ймовірно, тверде, густина речовини всередині суб'ядра досягає 13100 кг/м³, маса — 9,7 × 1022 кг (1,6 % маси Землі, 5 % маси ядра), об'єм 7,6 х 109 км³(0,7 % об'єму Землі). Гіпотетично внутрішнє ядро складається із залізо-нікелевого сплаву з домішками силікатів і важких металів.
Існування внутрішнього ядра Землі обґрунтувала у 1936 році данський геофізик Інге Леманн.
Внутрішнє ядро поступово зростає за рахунок кристалізації речовини зовнішнього ядра при остиганні Землі. Кристалізація суб'ядра почалася 1-1,5 млрд років тому.

## Відкриття

Розповсюдження P-хвиль всередині Землі

Існує два основних типа хвиль, що виникають під час землетрусів — P-хвилі (поздовжні) і S-хвилі (поперечні). P-хвилі проходять через тверді тіла, рідини і гази (наприклад, звичайні звукові хвилі є поздовжніми), тоді як S-хвилі можуть розповсюджуватись лише у твердих тілах, оскільки модуль зсуву у рідинах і газах дорівнює нулю.
У 1913 році Бено Гутенберг, аналізуючи розповсюдження сейсмічних хвиль, показав, що ядро Землі, починаючи з глибини 2880 кілометрів, рідке.
У 1930-х роках Інге Леманн, данська геофізикиня, аналізуючи сейсмічні хвилі від землетрусу 1929 року у Новій Зеландії, помітила, що сейсмографічні станції у Іркутську і Свердловську зафіксували значно сильніші поштовхи, ніж це очікувалось би. Для пояснення цього факту вона розробила нову трикомпонентну модель будови Землі, що включала ще одне, тверде, ядро всередині рідкого, і опублікувала її в 1936 році в статті під назвою «P′». Лише у 1970-х роках були отримані додаткові дані, що повністю підтвердили теорію Леманн, а лінія розділення між зовнішнім та внутрішнім ядром на її честь отримала назву межа Леманн.
Хоча сейсмологічні дані явно вказували, що внутрішнє ядро існує, те що воно дійсно тверде вдалося остаточно довести лише у 2018 році, показавши, що S-хвилі дійсно проходять крізь нього.
У лютому 2023 року, група австралійських дослідників опублікувала в Nature Communications результати дослідження, в ході якого було вивчено відлуння, тобто відображення від земного ядра, сейсмічних хвиль, які були породжені землетрусами. Сейсмічні Р-хвилі, що йдуть під кутом 50° до осі обертання Землі, виявилися на 4 % повільнішими, аніж подібні хвилі під іншими кутами. В цілому нині досить слабкі відображення від ядра Землі показали, що у його центрі існує «ядро ядра» діаметром приблизно половину ядра загалом. Йдеться про радіус 650 кілометрів (діаметр — близько 1300 кілометрів). Як було повідомлено, це ядро складається із заліза, а нікелю в ньому, мабуть, досить мало.

## Виникнення
Ймовірно, деякий час після утворення Землі внутрішнього ядра не існувало, а все ядро було рідким. Проте, внутрішні оболонки Землі поступово охолоджуються. Приблизно 1-1,5 мільярда років тому температура ядра опустилася до точки тверднення заліза, після чого подальше охолодження призводить до зростання суб'ядра. Датування пов'язують з моментом різкого зростання напруженості магнітного поля Землі. Зараз внутрішнє ядро продовжує рости зі швидкістю близько 1 міліметра на рік.

## Властивості
Внутрішнє ядро має радіус 1220 кілометрів (приблизно збігається з радіусом Плутона). Тиск у ньому змінюється від 328 (на поверхні) до 363 (в центрі) ГПа а густина від 12760 до 13090 кг/м3. Температура внутрішнього ядра дорівнює температурі тверднення речовини в умовах ядра, яка ще не була підтверджена експериментально, а теоретичні оцінки варіюються від 4000 до 7000 кельвінів.
Внутрішнє ядро складається з сплаву заліза з домішками нікелю (до 5 %), кремнію, сірки, кисню і інших речовин. Можливо, суб'ядро є одним суцільним кристалом заліза. Розповсюдження сейсмічних хвиль у внутрішньому ядрі має анізотропію, що може бути пояснене таким чином. Залізо в цих умовах, ймовірно, присутнє у вигляді ε-заліза — алотропної модифікації заліза, в якій його атоми мають гексагональну щільноупаковану ґратку. Згідно інших гіпотез, внутрішнє ядро складається з великої кількості кристалів заліза, між якими присутня речовина у розплавленому стані. Густина внутрішнього ядра приблизно на 5 % менша, ніж якби воно складалося з чистого заліза.
Внутрішнє ядро обертається навколо своєї осі трохи швидше, ніж Земля в цілому — на 0,3-0,5° на рік, тобто воно робить додатковий оберт приблизно за 900 років. Це явище називається суперротацією. Причини цього явища досі не зрозумілі остаточно, але ймовірно, воно пов'язане з роботою геодинамо або ж з припливними силами. Цей рух пов'язують зі спостережуваним зміщенням магнітного поля Землі на захід. Втім, існують дані про те, що за останні 3000 років були періоди, коли магнітне поле, навпаки, зміщувалося на схід. Розрахунки показують, що за відсутності постійної підкручувальної сили додаткове обертання повністю зупиниться за час порядку 11000 років. Існують також дані, що динаміка диференціального обертання внутрішнього ядра Землі має відносно короткі періоди, коли обертання зупиняються квазіперіодично (з періодом приблизно в 70 років) і одна із зупинок ймовірно відбулася в 2010-х роках  Періодичність диференціального обертання внутрішнього ядра в від шести до семи десятиліть збігається з декількома важливими геофізичними спостереженнями, особливо коливаннями тривалості дня та змінами магнітного поля і вказує на наявну резонансну систему в різних шарах Землі.
Магнітне поле Землі у ядрі має напруженість близько 25 гаус і, ймовірно, виникає завдяки взаємодії внутрішнього і зовнішнього ядра. Серед причин руху потоків розплавленого заліза у зовнішньому ядрі називають: хвилі, що виникають внаслідок руху нерівної поверхні внутрішнього ядра, теплота, що виникає при твердненні заліза і спричинене нею конвективне перемішування. Варто зазначити, що магнітне поле Землі не може бути спричинене намагніченістю суб'ядра, оскільки його температура є значно вищою за точку Кюрі заліза. Згідно з деякими гіпотезами, зростання магнітного поля, спричинене появою внутрішнього ядра, в свою чергу стало причиною кембрійського вибуху.